# رابرت لوکن
رابرت لوکن (هلندی: Robert Lücken؛ زادهٔ ۳۰ آوریل ۱۹۸۵) یک قایقران روئینگ اهل هلند است.
از افتخارات وی میتوان به کسب مدال برنز هشت‌نفره تک‌پارو در بازی‌های المپیک تابستانی ۲۰۱۶ اشاره کرد.